# Mickler Spur
Der Mickler Spur ist ein schmaler und 6 km langer Gebirgskamm im westantarktischen Marie-Byrd-Land. In der westlichen Wisconsin Range der Horlick Mountains bildet er die Südwand des Hueneme-Gletschers bis zu dessen Mündung in den Reedy-Gletscher.
Der United States Geological Survey kartierte ihn anhand eigener Vermessungen und Luftaufnahmen der United States Navy aus den Jahren von 1960 bis 1964. 
Das Advisory Committee on Antarctic Names benannte ihn 1967 nach Raymond R. Mickler, Verantwortlicher für die Wartung der Ausrüstung der Wintermannschaften auf der Byrd-Station im Jahr 1961 und auf der McMurdo-Station im Jahr 1964.